# Jonas Govaerts
Jonas Govaerts (Anvers, 21 de juny de 1980) és un director de cinema, guionista i músic belga.

## Biografia
Jonas Govaerts va ser guitarrista de la banda de heavy metal d'Anvers The Hickey Underworld del 2006 al 2014, però va haver de renunciar a causa d'un trastorn auditiu crònic. Va ser substituït a The Hickey Underworld per Tim Vanhamel, entre d'altres. La banda es va dissoldre temporalment més tard, però va començar una segona vida el 2022, amb Jonas Govaerts tornant a ocupar el seu lloc com a guitarrista.
El 2004 va produir el seu primer curtmetratge Mobius en el gènere terror, després del qual van seguir diversos curtmetratges premiats. El 2009 i el 2010, va escriure i dirigir SUPER8 i MONSTER! de la sèrie de televisió. El 2014 va estrenar la seva pel·lícula debut, la primera pel·lícula de terror flamenca Welp, que es va estrenar al Festival Internacional de Cinema de Toronto. El 2022 va dirigir el seu segon llargmetratge, la comèdia d'acció H4Z4RD, protagonitzada per DJ Dimitri Vegas.

## Filmografia

### Llargmetratges
- Welp (2014)
- H4Z4RD (2022)

### Curtmetratges
- Mobius (2004)
- Forever (2005)
- Of Cats & Women (2007)
- Abused (2008)
- Transfer (2021)

### Sèries de televisió
- SUPER8 (2008)
- MONSTER! (2009)
- Tabula rasa (2017)
- F*** You Very, Very Much (2021)

## Premis i nominacions
| Any  | Premi                                                         | Categoria                 | Nominat         | Resultat  |
| ---- | ------------------------------------------------------------- | ------------------------- | --------------- | --------- |
| 2005 | Festival Internacional de Curtmetratges de Lovaina            | Millor debut              | Forever         | Guanyador |
| 2006 | Premis Joseph Plateau                                         | Millor curtmetratge belga | Forever         | Guanyador |
| 2008 | XLI Festival Internacional de Cinema Fantàstic de Catalunya   | Méliès d'Or               | Of Cats & Women | Guanyador |
| 2014 | XLVII Festival Internacional de Cinema Fantàstic de Catalunya | Millor direcció           | Welp            | Guanyador |